# Mark Akixa
Mark Akixa（マーク・アキクサ、1977年1月12日 - ）は日本のネイティブアメリカンフルート奏者。東京都出身。

## 経歴・人物
北アリゾナ大学でネイティブアメリカンの文化・歴史を学ぶ。
その当時、セドナ在住で、ホピ族等の部族と親交を重ねる。
ホピ族の精霊カチナの仮面をかぶって演奏するパフォーマンスをすることがあり、2012年3月12 - 15日にNHK-BS1『地球テレビ エル・ムンド』に出演した際にも仮面を着けた回があった。
2005年 - 2011年まで総合環境企業ミヤマのテレビCMに出演。
2010年『All My Relations』でコロムビアミュージックエンタテインメントよりメジャー・デビュー。
読書家で本人曰く活字中毒である。

## 作品

### CD
- Eagle Song 2006年（ミニアルバム）
- All My Relations 2010年
- Amazing Grace 2012年（ミニアルバム）
- Olowan 2014年
- Kokopelli 2017年
- Elk Dreamer 2019年

### DVD
- 蓮 Lotus 2007年

### 書籍
- ネイティブアメリカンフルートのすすめ 2011年
- ネイティブアメリカンフルート楽曲集 2015年